# Славата на България
„Славата на България“ е български телевизионен игрален филм (драма) от 2003 година, по сценарий и режисура на Васил Барков. Оператор е Иван Тонев. Музиката във филма е композирана от Антони Дончев.

## Актьорски състав
- Джоко Росич
- Христо Шопов
- Йордан Спиров – Иван Георгиев (бай Иван)
- Деян Донков
- Благое Николич